# Mechelle Lewis
Mechelle Chanai Lewis, ameriška atletinja, * 20. september 1980, Fort Washington, Maryland, ZDA.
Nastopila je na poletnih olimpijskih igrah leta 2008, ko je bila z ameriško reprezentanco diskvalificirana v prvem krogu štafete 4×100 m. Na svetovnih prvenstvih je osvojila naslov prvakinje v isti disciplini leta 2007, na panameriških igrah pa srebrni medalji v teku na 100 m in štafeti 4x100 m leta 2007.